# Livio Možina
Livio Možina, slovenski slikar, * 6. novembra 1941, Škedenj pri Trstu.

## Življenje in delo
Livio se je rodil očetu Francu in materi Mariji Komar. Že kot otrok je zelo rad risal, ko je obiskoval slovensko osnovno šolo v Škednju, ga je spodbujal učitelj Ivan Grbec. Nižjo srednjo šolo je obiskoval pri Sv. Jakobu v Trstu, leta 1958 pa je zaključil Učiteljišče pri Sv. Ivanu. Tam ga je likovno vzgojo učil prof. Avgust Černigoj, a se Možina ni navduševal nad načinom, kako je profesor učil risanja. Takrat je Možina objavljal svoje risbe v reviji Literarne vaje (med leti 1955–1959). Po zaključenem študiju je opravil obvezni vojaški rok v Piemontu, najprej tri mesece v Casale Monferrato in naslednjih 13 mesecev in pol v Turinu, pri 22. pehotnem regimentu. Tu si je Možina služil nekaj denarja s svojo risarsko spretnostjo, saj je risal portrete in hudomušne risbice, ki so jih ostali vojaki zelo cenili. Leta 1959 sta z deset let starejšim bratom Renatom odprla trgovino v Trstu z glasbenimi ploščami (Record dischi) in tudi glasbeno založbo, ki je najprej izdajala vinilne plošče (založba Pioneer), nato zgoščenke CD.
Leta 1967 se je Livio Možina oženil z bivšo sošolko Marijo Lučijo Senica, v zakonu sta se jima rodila dva otroka, Erika in Mitja. Žena je Liviju podarila za rojstni dan prve oljnate barve, s katerimi je Možina začel svojo pravo slikarsko pot. Kot odlični risar in dober opazovalec okolja je Možina pridno prerisoval resnične utrinke iz življenjskega prostora. Z izredno natančnostjo in veliko mero potrpežljivosti je na slikarska platna izredno realistično prelival barvne odtenke, da so njegove slike izgledale kot poboljšane fotografije. Leta 1971 sta mu dobra znanca, glasbenika Miloš Pahor in Dina Slama, ki sta snemala plošče pri njegovi založbi, predlagala, da bi postavil svojo prvo razstavo oljnatih slik v domačem kulturnem društvu v Škednju in tako se je začela njegova razstavna pot. Doslej je postavil 34 samostojnih razstav (občasno je sodeloval tudi pri kakšni skupinski razstavi).
Možinovo življenje se je odvijalo med slikanjem, glasbenimi ploščami, skrbjo za družino in razstavami. Risal in slikal je za ovitke plošč in kasneje CD, če so ga prosili, je ilustriral kakšno knjigo (npr. Liliana Bambovšek), izdali so več koledarjev z reprodukcijami Možinovih slik (založba Grafiche Biondi), po naročilu je včasih naslikal kakšne osebne portrete . Po upokojitvi pri glasbeni trgovini (trgovino v ul. Diaz v Trstu upravljata sin in hčerka) se od leta 2009 posveča učenju slikarstva, saj je tedaj začel z likovnim tečajem, ki se je prerodil v pravo slikarsko šolo, ki jo obiskujejo bodisi začetniki kot že uveljavljeni umetniki: Atelje Možina . To je svojevrstni fenomen, da v je centru Trsta obstajala slikarska šola, kjer se lahko dvakrat tedensko gojenci srečujejo in slikajo, vsak po svojih najboljših zmožnostih in v najrazličnejših slikarskih stilih, kjer imajo priložnost, da si izmenjujejo mnenja o slikarstvu nasploh, pod budnim očesom izkušenega mojstra, ki je svoje izjemne sposobnosti že dokazal in bi svoje znanje rad ponudil tudi ostalim. Livio Možina je pač slikarski samouk, ki je svoj izjemni talent za opazovanje in slikanje zelo izpilil in je svojo slikarsko tehniko stalno izpopolnjeval ter dosegal vedno odmevne rezultate na razstavah, skuša pa svoje znanje deliti tudi z drugimi navdušenci nad umetnostjo. Izbral je svojo slikarsko pot, figurativna umetnost mu je izredno všeč, ne ozira se na modne muhe ali na trenutne umetnostne tokove, dosledno brezkompromisno vztraja pri svojem načinu slikanja, ki ga stalno dopolnjuje (zdi se, da so z barvnimi odtenki in svetlobnimi utrinki njegove slike skoraj tridimenzionalne). Slikar priznava, da se lahko z likovno umetnostjo izražamo na najrazličnejše načine, vsekakor sam vztraja pri svojem načinu slikanja, ki izžareva veselje do upodobitve lepega. Livio Možina je umetnik, ki ni nikoli silil v ospredje, vedno je ostal skromen, ponižen in preprost, to dokazuje tudi med poučevanjem v svoji slikarski šoli, priznati pa je treba, da je izredni mojster pri slikanju in upodabljanju. Njegove oljnate slike izžarevajo optimizem in harmonijo. Njegove slike si ogledujejo in jih cenijo po celem svetu, saj so zadnja leta dosegljive tudi po socialnih omrežjih.

## Seznam samostojnih razstav[9]

#### 1971
- Prosvetno društvo Ivan Grbec – Škedenj (TS)
- Galerija Alabarda – Trst
- Tržaška knjigarna galerija - Libreria Triestina – Trst
- Galerija Tergeste – Trst

#### 1973
- Občinska galerija – Trst
- Kraška galerija – Repen (TS)
- Galerija moderne umetnosti »Russo« – Trst

#### 1975
- Galerija “Ars Italica” – Milan

#### 1976
- Občinska galerija – Trst

#### 1977
- Hoefer Galerie – Sattendorf (Avstrija)
- Galerija “Ars Italica” – Milan

#### 1979
- Galerija “La pialla” – Bologna

#### 1980
- Galerija “Ars Italica” – Milan

#### 1982
- Galerija “Ars Italica” – Milan

#### 1985
- Galerija Rettori Tribbio 2 – Trst

#### 1986
- Občinska galerija – Trst

#### 1989
- Galerija Rettori Tribbio 2 – Trst

#### 1993
- Občinska galerija – Trst

#### 1994
- Galerija “Ars Italica” – Milan

#### 1996
- Galerija Rettori Tribbio 2 – Trst

#### 1997
- Galerija “Ars Italica” – Milan

#### 1999
- Galerija Rettori Tribbio 2 – Trst

#### 2002
- Galerija Rettori Tribbio 2 – Trst

#### 2006
- Galerija Rettori Tribbio 2 – Trst
- Tržaška knjigarna galerija - Libreria Triestina – Trst

#### 2008
- Galerija Rettori Tribbio 2 – Trst

#### 2011
- Galerija Rettori Tribbio 2 – Trst

#### 2014
- Galerija Rettori Tribbio 2 – Trst

#### 2016
- Galerija Rettori Tribbio 2 – Trst

#### 2019
- Galerija Rettori Tribbio 2 – Trst

#### 2020
- Galerija Rettori Tribbio 2 – Trst
- Galerija Rettori Tribbio 2 (z Aldom Bressanuttijem) – Trst
- Galerija Rettori Tribbio 2 (z Gabriello Dipietro) – Trst

#### 2023
- Kraška galerija – Repen (TS)

## Knjige
Livio Možina : slikar = pittore = painter / zbral in uredil, a cura di, edited by Mitja Petaros (monografija v slovenščini, italijanščini in angleščini), Mladika 2022